# Гонелла, Пьер
Пьеранджело Гонелла (итал. Pierangelo Gonella), более известный как Пьер Гонелла (итал. Pier Gonella) — итальянский рок-музыкант, гитарист и композитор. Основатель пауэр-металической группы Mastercastle и соавтор большей части её песен. Также выпускает сольные альбомы под марками Odyssea и Pier Gonella. Считается одним из гитаристов-виртуозов.

## Биография
Родился 26 марта 1977 года в итальянском городе Генуя. Учился играть на гитаре с детства.
В 2008 году вместе с Giorgia Gueglio (вокал) основал группу Mastercastle, для которой является основным композитором и автором текстов.

## Дискография

### Mastercastle
| Название           | Год выпуска | Лейбл                        |
| ------------------ | ----------- | ---------------------------- |
| The Phonix         | 2009        | Lion Music — Spiritual Beast |
| Last Desire        | 2010        | Lion Music                   |
| Dangerous Diamonds | 2011        | Lion Music                   |

### Labyrinth
| Название          | Год выпуска | Лейбл                     |
| ----------------- | ----------- | ------------------------- |
| Freeman           | 2005        | Arise — V2 — King Records |
| 6 days to nowhere | 2007        | Scarlet — King Records    |
| As time goes by   | 2010        | Scarlet — King Records    |

### Necrodeath
| Название        | Год выпуска | Лейбл           |
| --------------- | ----------- | --------------- |
| Draculea        | 2007        | Scarlet Records |
| Phylogenesis    | 2009        | Scarlet Records |
| Old Skull       | 2010        | Scarlet Records |
| The Age of Fear | 2009        | Scarlet Records |
| Idiosyncrasy    | 2011        | Scarlet Records |

### Pier Gonella
| Название | Год выпуска | Лейбл                        |
| -------- | ----------- | ---------------------------- |
| Strategy | 2020        | Lion Music — Spiritual Beast |
| 667      | 2023        | Lion Music                   |

| Название                  | Год выпуска | Лейбл                          |
| ------------------------- | ----------- | ------------------------------ |
| Athlantis — Athlantis     | 2003        | Underground symphony           |
| Wild Steel — Wid Steel    | 2003        | Undergound symphony            |
| Odyssea — Tears in Floods | 2005        | Scarlet Records — King Records |